# Nervio cutáneo medial del brazo
El nervio accesorio del braquial cutáneo interno o nervio cutáneo braquial medial, también llamado nervio de Wrisberg (diferenciar del nervio intermediario de Wrisberg rama del nervio facial), es un nervio del brazo que proviene del fascículo medial del plexo braquial, se origina mediante el tronco secundario anterointerno. El nervio provee sensibilidad a la piel del lado interno del brazo.

## Trayecto
El nervio braquial cutáneo interno es la más pequeña de las ramas del plexo braquial. Pasa por la axila, inicialmente por detrás de la vena axilar, comunicándose con el nervio intercostobraquial de T2. Desciende luego por el lado interno de la arteria braquial hasta la mitad del brazo, donde penetra la aponeurosis profunda que recubre el músculo deltoides y pectoral mayor. Se extiende luego hasta la articulación del codo, donde algunas fibras se pierden en la piel, justo a nivel del epicóndilo medial, mientras que otras fibras cubren por encima del olécranon.Tiene comunicación con la rama cubital del nervio antebraquial cutáneo medial.